# Rourea cassioides
Rourea cassioides là một loài thực vật có hoa trong họ Connaraceae. Loài này được William Philip Hiern miêu tả khoa học đầu tiên năm 1896.

## Phân bố
Loài này có tại Angola, Cameroon, Congo, Cộng hòa Dân chủ Congo, Gabon, Guinea Xích Đạo và Cộng hòa Trung Phi. Môi trường sống là rừng mưa vùng đất thấp.

## Mô tả
Dây leo thân gỗ. Các cành nhẵn nhụi, không có mô xốp hình hột đậu trên thân; các cành nhỏ có lông tơ. Cuống lá 2,5–4 cm; trục lá 7–35 cm; cuống lá chét 1–2 mm; lá chét 13-31, giống như giấy, có nhú ở dưới, từ nhẵn nhụi tới có lông tơ, thuôn tròn ở đỉnh; lá chét tận cùng thuôn dài-hình trứng đến hình elip, 3-7 × 1–3 cm; các lá chét bên rất bất đối xứng, hình elip tới thuôn dài, 1,4-7 × 0,8-2,5 cm. Cụm hoa dài tới 6 cm, có lông tơ, ở nách các lá non hay lá suy giảm trên các cành non đang phát triển. Cuống hoa trên khớp dài 1-3,5 mm. Lá đài 3-4 × 1,5-2,5 mm, mặt ngoài có lông tơ, mặt trong gần như nhẵn nhụi. Cánh hoa 5-8 × 1,5–2 mm, phần trên trong chồi đôi khi gập nếp khác biệt, rời. Nhị dài 3,5-5,5 mm, nhị ngắn 2,8-4,5 mm. Nhụy dài 1,5–4 mm; vòi nhụy với một vài lông dài; bầu nhụy rậm lông. Quả đại 1 mỗi hoa, hiếm khi nhiều hơn, khoảng 13-16 × 7–8 mm, đối xứng, với đỉnh tròn, nhẵn nhụi, mở theo đường ráp mặt bụng. Lá đài 4-5 × 3–4 mm ở quả, với một số lông thưa thớt mặt ngoài. Hạt với rễ mầm ở đỉnh; vỏ hạt mọng thịt.